# Pelodiscus
Pelodiscus is een geslacht van schildpadden uit de familie weekschildpadden (Trionychidae). De groep werd voor het eerst wetenschappelijk beschreven door Leopold Fitzinger in 1835. 
Er zijn acht soorten, die leven in Azië, vijf soorten zijn endemisch in China.
De Hunan-weekschildpad (Pelodiscus axenaria) en de Amoer-weekschildpad (Pelodiscus maackii) behoorden vroeger tot respectievelijk de geslachten Trionyx en Amyda. Na de nieuwe indeling werden beide geslachten monotypisch.

## Taxonomie
Geslacht Pelodiscus
- Soort Hunan-weekschildpad (Pelodiscus axenaria)
- Soort Pelodiscus huangshanensis
- Soort Pelodiscus huike
- Soort Amoer-weekschildpad (Pelodiscus maackii)
- Soort Chinese weekschildpad (Pelodiscus parviformis)
- Soort Pelodiscus shipian
- Soort Chinese drieklauw (Pelodiscus sinensis)
- Soort Pelodiscus variegatus